# Tensió (mecànica)
En física i enginyeria, la tensió mecànica és valor de la distribució de forces per unitat d'àrea, en l'entorn d'un material i dins d'un cos o un medi continu. Etimològicament ve del llatí tensio, -onis i es pot definir com l'acció o l'efecte de tibar o estirar fins a la rigidesa. La tensió és una força de reacció aplicada per una corda estirada (una corda o un objecte similar) als objectes que l'estiren. La direcció de la força de tensió és paral·lela a la corda.
La tensió existeix també dins de la corda mateixa: si es considera que la corda es compon de dues parts, la tensió és la força que les dues parts de la corda apliquen l'una en l'altra. La quantitat de tensió a la corda determina si es trencarà, així com les seves propietats vibratòries que s'utilitzen en instruments musicals.
La magnitud de la força de tensió augmenta de manera típica amb la quantitat d'estirament. En molts materials, quan l'estirament és petit, la força és proporcional a l'estirament (Llei de Hooke).
Hi pot haver una tensió significativa fins i tot quan la deformació és insignificant o inexistent (una suposició comuna quan es modela el flux d'aigua). Pot haver-hi tensió en absència de forces externes; aquesta tensió incorporada és important, per exemple, en el formigó pretensat i el vidre temperat. La tensió també pot imposar-se en un material sense l'aplicació de les forces netes, per exemple per canvis de temperatura o química, o per camp electromagnètic extern (com en els materials piezoelèctrics i magnetostrictius).
La relació entre la tensió mecànica, la deformació i el taxa de canvi de deformació pot ser força complicada, encara que una aproximació lineal pot ser adequada a la pràctica si les quantitats són prou petites. Una tensió que superi certs límits de resistència del material donarà lloc a una deformació permanent (com flux plàstic, fractura, cavitació) o fins i tot canviarà la seva estructura cristal·lina i composició química.

## Definició
La tensió es defineix com la força mitjançant una petita frontera per unitat d'àrea d'aquesta frontera, per a totes les orientacions de la frontera. Derivada d'una quantitat física fonamental (força) i d'una quantitat purament geomètrica (àrea), la tensió també és una quantitat fonamental, com la velocitat, el parell o l'energia, que es pot quantificar i analitzar sense consideració explícita de la naturalesa del material o de les seves causes físiques.

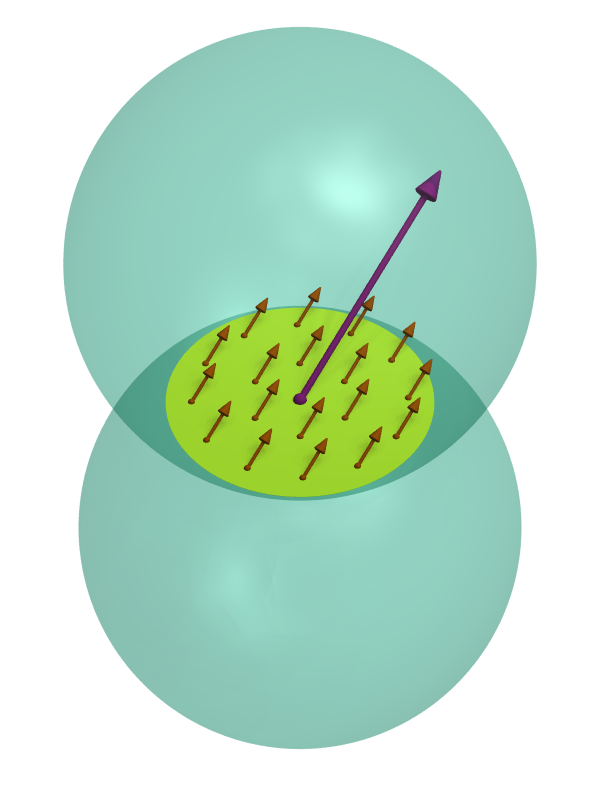
La tensió mitjançant un element superficial (disc groc) és la força que el material d'un costat (bola superior) exerceix sobre el material de l'altre costat (bola inferior), dividida per l'àrea de la superfície

Seguint les premisses bàsiques de la mecànica del continu, la tensió és un concepte macroscòpic. És a dir, les partícules considerades en la seva definició i anàlisi han de ser prou petites per ser tractades com a homogènies en composició i estat, però prou grans per a ignorar els efectes de la quàntica i els moviments detallats de les molècules. Així, la força entre dues partícules és en realitat la mitjana d'un gran nombre de forces atòmiques entre les molècules; i les quantitats físiques com la massa, la velocitat i les forces que actuen a través de la massa dels cossos tridimensionals, com la gravetat, se suposa que se'n distribueixen suaument.:p.90-106 Depenent del context, també es pot suposar que les partícules són prou grans com per permetre la mitjana d'altres característiques microscòpiques, com els grans d'una barra de metall o les fibres d'un tros de fusta.
Quantitativament, la tensió s'expressa mitjançant el vector de tracció de Cauchy T definit com la força de tracció F entre parts adjacents del material a través d'una superfície de separació imaginària S, dividida per l'àrea de S.:p.41-50 En un fluid en repòs la força és perpendicular a la superfície, i és la coneguda pressió. En un sòlid, o en un flux de líquid viscós, la força F pot no ser perpendicular a S; per tant, la tensió a través d'una superfície ha de considerar-se una quantitat vectorial, no escalar. A més, la direcció i la magnitud depenen generalment de l'orientació de 'S'. Així, l'estat de tensió del material ha de ser descrit per un tensor de tensions; que és una funció lineal que relaciona el vector normal n d'una superfície S amb el vector de tracció T a través de S. Pel que fa a qualsevol coordenades triat, el tensor de tensions de Cauchy pot representar-se com una matriu simètrica de 3×3 nombres reals. Fins i tot dins d'un cos homogeni, el tensor de tensions pot variar d'un lloc a l'altre i canviar amb el temps; per tant, la tensió dins d'un material és, en general, un camp tensorial que varia amb el temps.

## Història
L'ésser humà coneix les tensions a l'interior dels materials des de l'antiguitat. Fins al segle xvii, aquest coneixement era en gran manera intuïtiu i empíric, encara que això no va impedir el desenvolupament de tecnologies relativament avançades com l'arc compost i el bufat de vidre.
Al llarg de diversos mil·lennis, els arquitectes i constructors en particular van aprendre a unir bigues de fusta i blocs de pedra acuradament modelats per suportar, transmetre i distribuir la tensió de la manera més eficaç, amb enginyosos dispositius com els capitells,  arcs, cúpules, gelosies i els arcbotants de les catedrals gòtiques.
Els arquitectes antics i medievals van desenvolupar alguns mètodes geomètrics i fórmules senzilles per calcular la mida adequada de pilars i bigues, però la comprensió científica dels esforços només va ser possible després de la invenció de les eines necessàries als segles segle xvii i segle xviii: El rigorós mètode experimental de Galileo Galilei, les coordenades i la geometria analítica de René Descartes, i les lleis del moviment i l'equilibri i el càlcul d'infinitesimals de Newton. Amb aquestes eines, Augustin-Louis Cauchy va ser capaç de donar el primer model matemàtic rigorós i general d'un cos elàstic deformat introduint les nocions de tensió i deformació. Cauchy va observar que la força a través d'una superfície imaginària era una funció lineal del vector normal; i, a més, que havia de ser una funció simètrica (amb moment total nul).
La comprensió de la tensió en els líquids va començar amb Newton, qui va proporcionar una fórmula diferencial per a les forces de fricció (tensió tallant) en flux laminar paral·lel.

## Tensió uniaxial
Un cas particular és el de la tensió uniaxial, que es defineix en una situació en la qual s'aplica una força F uniformement distribuïda sobre una àrea A. En aquest cas la tensió mecànica uniaxial es representa per un escalar designat amb la lletra grega σ (sigma) i ve donada per:
{\displaystyle \sigma =F/A\,}
Sent les unitats [Pa] (pascal = [N/M²]), [MPa] =1000000 [Pa] (i també [kp/cm²]).
La situació anterior pot estendre's a situacions més complicades amb forces no distribuïdes uniformement en l'interior d'un cos de geometria més o menys complexa. En aquest cas la tensió mecànica no pot ser representada per un escalar.
Si es considera un cos sotmès a tensió i s'imagina un tall mitjançant un pla imaginari que el divideixi en dos, sobre cada punt del pla de tall es pot definir un vector tensió t que depèn de l'estat tensional intern del cos, de les coordenades del punt escollit i del vector normal n. En aquest cas es pot provar que t i n estan relacionats per una aplicació lineal T o camp tensorial anomenat tensor tensió:

{\displaystyle {t_{\pi }}={T(n_{\pi })}\,}

### Problemes unidimensionals
La idea original de tensió es va originar en dues simples observacions sobre el comportament de cables d'acer:
1. Quan un cable s'estira sota l'acció d'una força F, per a valors sota de cert límit F < Fc, s'observa que l'allargament ΔL és proporcional a la càrrega F dividida per l'àrea de la secció transversal A del cable. Si es definia s = F/A, l'allargament L era proporcional a σ: L= k·s.
2. La fallada en la resistència del cable succeïa quan la càrrega F superava un cert valor Fc que depenia del material del cable i de l'àrea de la secció transversal: Fc = σt A.

Aquestes observacions suggerien que la característica fonamental que afecta a la deformació i la fallada en la resistència dels materials és la magnitud s, que es va anomenar "tensió enginyeril". Mesures més precises van fer notar que la proporcionalitat entre tensió enginyeril i l'allargament no era exacta perquè durant l'estirada del cable la secció patia un estrenyiment, per la qual cosa A disminuïa lleugerament. Tanmateix, si es definia la tensió real σ = F/A' on A' representa ara l'àrea verdadera sota la deformació, llavors s'observava una proporcionalitat perfecta per a valors més petits de F.
El coeficient de Poisson es va introduir per mostrar la relació entre l'àrea inicial A i l'àrea deformada A'. La introducció del coeficient de Poisson en els càlculs estimava correctament la tensió en tenir en compte que la força F es distribuïa en una àrea una mica més petita que la secció inicial, el qual fa que σ > s.

## Principi de Cauchy
Sigui {\displaystyle B\,}, un medi continu deformat, llavors en cada subdomini {\displaystyle V\subset B\,}, camp vectorial {\displaystyle t\,},, anomenat camp de tensions, de manera que les forces de volum {\displaystyle f\in \mathbb {R} ^{3}} i el camp de tensions {\displaystyle t\in \mathbb {R} ^{3}} satisfan les següents equacions d'equilibri:

{\displaystyle \int _{V}f(\mathbf {x} )dV+\int _{\partial V}t(\mathbf {x} ,n)dA=0}
{\displaystyle \int _{V}\mathbf {x} \times f(\mathbf {x} )dV+\int _{\partial V}\mathbf {x} \times t(\mathbf {x} ,n)dA=0}

Aquest principi va ser enunciat per Augustin Louis Cauchy en la seva forma més general, encara que prèviament Leonhard Euler havia fet una formulació menys general. D'aquest principi pot demostrar-se el teorema per al tensor tensió que postula que el principi de Cauchy equival a l'existència d'una aplicació lineal, anomenada tensor tensió {\displaystyle T\in C^{1}(B,\mathbb {R} ^{3})} amb les següents propietats:

1. {\displaystyle t(\mathbf {x} ,n)=[T(\mathbf {x} )](n),}
2. {\displaystyle divT(\mathbf {x} )+f(\mathbf {x} )=0,}
3. {\displaystyle T(\mathbf {x} )=T^{T}(\mathbf {x} )}

## Tensió normal i tensió tangencial
Si ens fixem en un punt concret d'un cos sotmès a tensió i s'imagina un tall mitjançant un pla imaginari que el divideixi en dos, queda definit un vector tensió tπ que depèn de l'estat tensional intern del cos, de les coordenades del punt escollit i del vector normal nπ en relació al pla definit mitjançant el tensor tensió:

{\displaystyle {\mathbf {t} _{\pi }}={T(\mathbf {n} _{\pi })}\,}

Usualment aquest vector pot descompondre's en dos components que físicament produeixen efectes diferents segons que el material sigui més dúctil o més fràgil. Aquests dos components s'anomenen components intrínsecs del vector tensió respecte al pla i s'anomenen "tensió normal" o perpendicular al pla i "tensió tangencial" o rasant al pla, aquests components venen donats per:

{\displaystyle {\begin{cases}\sigma _{\pi }=\mathbf {t} _{\pi }\cdot \mathbf {n} _{\pi }\\\tau _{\pi }=||\mathbf {t} _{\pi }\times \mathbf {n} _{\pi }||\end{cases}}\Rightarrow \qquad ||\mathbf {t} _{\pi }||^{2}=\sigma _{\pi }^{2}+\tau _{\pi }^{2}}

Anàlogament quan existeixen dos sòlids en contacte i s'examinen les tensions entre dos punts dels dos sòlids, es pot fer la descomposició anterior de la tensió de contacte segons el pla tangent a les superfícies d'ambdós sòlids, en aquest cas la tensió normal té relació amb la pressió perpendicular a la superfície i la tensió tangencial la té amb les forces de fricció existents entre ambdós.

## Unitats
La unitat del Sistema Internacional d'Unitats per a la tensió és el pascal, la mateixa que per a la pressió. Atès que el pascal és molt petit, les quantitats usades en enginyeria es mesuren habitualment en megapascals (MPa) o gigapascals (Gpa).